# Лука (Бучанський район)
Лука́ — село в Україні, у Бучанському районі Київської області. Населення становить 712 осіб. Входить до складу Гореницького старостинського округу Білогородської сільської громади.На мапі українських земель, виготовленій французьким інженером Г.Левассер де Бопланом 1648 року, можна побачити село Лука.

## Історія
Село розташоване поблизу с. Білогородки (історичний Білгород) неподалік від Києва на берегах річки Ірпінь. Його окрасою є церква Святителя Миколая, яку видно з різних куточків села. На території села знаходиться важливий історико-ландшафтний об'єкт — гора Кочур, де розташовувалося згадане в літописах середньовічне селище. Якщо на Кочур дивитися з долини, що перед селом, вона нагадує велетенський курган, відтінений столітніми осокорами, що вишикувалися над старим шляхом, а на відстані ока видніються сусідні села - Білогородка і Бобриця, біля яких унизу заховалася маленька Гнатівка. На горі Кочур було колись село, згадуване, як Кучари. 1150 року воно стало свідком запеклої міжоусобиці за Київ князів Ізяслава Мстиславовича та Юрія Долгорукого, внаслідок чого дуже постраждало, а його вцілілі мешканці осіли у сусідній Луці.
Територія, де знаходиться село Лука, у давнину було оточене лісами, там селились козаки. Від другої половини ХVІІ ст. село належало польським магнатам Млодецьким [Село Лука // Список населенных мест Киевской губернии / Киевский Губернский Статистический Комитет. – Киев : Тип. Ивановой, 1900. – [1972] с. – С. 1452-1453]. З 1648-1660 рр. до складу Київського полку, як земської одиниці тодішньої Української держави, входила велика кількість міст, містечок та сіл колишнього Київського воєводства Польського королівства, серед яких було і село Лука [Поселення Київського полку // Коваленко Сергій Станіславович. Україна під булавою Богдана Хмельницького: Енциклопедія у 3-х томах. Т. 2 / С. С. Коваленко. – Київ : Стікс-Ко, 2008. – С. 227].
На мапі України ХVІІ ст. французького інженера Гійома Левассера-де-Боплана, який досліджував природу, клімат, історію заселення території, культуру, побут запорізького козацтва і селянства України, відмічено с. Лука між Княжичами та Білгородкою [Боплан Гійом Левассер (де). Опис України, кількох провінцій Королівства Польського, що тягнуться від кордонів Московії до границь Трансільванії, разом з їхніми звичаями, способом життя і ведення воєн / Г. Л. Боплан. Українська бопланіана / Я. Р. Дашкевич ; ред. кол., авт. передм. В. А. Смолій, авт. передм. Я. Д. Ісаєвич, пер. З. Борисюк ; АН УРСР, АН УРСР. Ін-т історії, АН УРСР. Ін-т суспільних наук, Український науковий інститут Гарвардського університету. – Факс. відтвор. руанського вид. 1660 р. в комплекті з дод. – Київ : Наукова думка, 1990: іл. + 1 прил. “Опис України...” – С. 115, 258; Олейников А. А. Атлас карт Украины ХVII ст. французского инженера Гийома Левассера-де-Боплана: [Альбом] / А. А. Олейников. – Київ : Радуга, 2006. – 21 с. : карти. – С. 13].
З Опису Київського намісництва 1781 р. дізнаємось, що село Лука належало до Лубенського повіту, яке входило до І сотні Лубенського полку, а населяли його «разного званія казенные люди и козаки» [Описи Київського намісництва 70-80 років XVIII ст.: описово-статистичні джерела / АН УРСР [та ін.] ; упоряд. Г. В. Болотова [та ін.] ; редкол. П. С. Сохань (відп. ред.) [та ін.]. – Київ : Наукова думка, 1989. – 8 вкл. арк. факс., факс. – С. 258].
Згадки про село можемо прочитати:
- Архив Юго-Западной России, издаваемый Временною Комиссиею для разбора древних актов, Высочайше учрежденною при Киевском Военном, Подольском и Волынском Генерал-Губернаторе [Електронний документ] Ч. 1. Т. 2. - Киев : Тип. Федорова, 1864. - CCXIII, 683, [8] с. – С. 366.
- Лука // Новицкий Иван Петрович. Указатель к изданиям Временной комиссии для разбора древних актов,... при Киевском, Подольском и Волынском генерал-губернаторе (с 1845 по 1877 год). Т. 2. Имена географические : (материалы для ист. географии Юж. и Зап. России) / И. П. Новицкий. - Киев : Тип. Данилевича, 1882. - ІІ, 978 с. – С. 448.
- Лука // Сказания о населенных местностях Киевской губернии: или Статистические, исторические и церковные заметки о всех деревнях, селах, местечках и городах, в пределах губернии находящихся / Собрал Л. И. Похилевич. – Біла Церква : О. Пшонківський, 2005. – 642 с. : ил. – С. 339.

Метричні книги, клірові відомості, сповідні розписи церкви св. Миколая с. Лука Мотижинської волості Київського пов. Київської губ. зберігаються в ЦДІАК України.

## Населення

### Мова
Розподіл населення за рідною мовою за даними перепису 2001 року:
| Мова       | Кількість | Відсоток |
| ---------- | --------- | -------- |
| українська | 703       | 98.74%   |
| російська  | 9         | 1.26%    |
| Усього     | 712       | 100%     |

## Видатні люди
- Забудський Іван Кузьмович (9 травня 1893 — 1936?) — український військовий діяч, інженер-хімік; сотник кінної сотні Богданівського полку, кінного Запорозького полку 1-ї Запорізької стрілецької дивізії Армії УНР.
- Павленко Іван Якимович - (25 жовтня 1945 року) - Заслужений працівник культури України, професор, лауреат премії імені Володимира Гнатюка Міністерства культури України (2011 р.), автор книги та куратор проєкту "Пісенна традиція села Лука".[5]

## Цікаві факти
Пісенна традиція села Лука входить до Національного переліку елементів нематеріальної культурної спадщини України.
Одним із носіїв елемента нематеріальної культурної спадщини «Пісенна традиція села Лука», є автентичний співочий гурт «Червона калина», який був заснований ще у 1986 році. Багато років очолює колектив Надія Лабунська. Пісенний спадок гурту базується на жанрово розмаїтому багатоголоссі різних типів Київського та Житомирського Полісся та передається шляхом успадкування співаних пісень молодому поколінню народного колективу «Золоте перевесло». У селі Лука зареєстровано більше 300 пісень різних жанрів. У репертуарі гурту переважає лірика – пісні про людську долю (пісні сирітські, наймитські, чумацькі, козацькі, пісні про нещасливе кохання, лиху долю, розлуку, соціальну нерівність, побутові, історичні, балади, романси), але є й інші жанри (колядки, щедрівки, веснянки, купальські, жнивні, весільні, колискові, жартівливі та танцювальні пісні, псальми). Показово для гурту є варіативність виконання, яка проявляється у коректній змінності музичного контуру заспівів та виводів, та змінність у гуртовому багатоголоссі. Пісенна лірика гурту загалом охоплює історичний відтінок декількох епох. Вона має розгалужене підголосся і характеризується імпровізаційним колоритом. Календарні та календарно-обрядові пісні мають, здебільшого гетерофонну одноголосу або двоголосу фактуру. Протяжні пісні, переважно, мають триголосий склад: нижній і верхній голосові пласти («низ» та «гору»). Верхній голос (вивід – назва верхнього підголоска) у протяжних піснях виконує одна особа, а нижній пласт епізодично розгалужується на два, і більше голосів. Гурт «Червона калина» знаний не тільки в Україні, а й за кордоном, уже багато років поспіль популяризує українські пісні регіону, є частим і бажаним гостем фольклорних фестивалів [Пісенна традиція села Лука: навч. посіб. для студ. муз-фольклорист. І філол. спец. вищ. навч. закл. / авт.-упоряд. І. Я. Павленко. – Київ: Либідь, 2009. – 248 с., іл.].
У 2009 році заслужений працівник культури України, професор Іван Павленко провів кропітку роботу по запису автентичних пісень села Лука. На основі досліджень опубліковано унікальні книги – «Пісенна традиція села Лука» та «Хрестоматія з українського народнопісенного виконавства: навчальний посібник», де міститься найповніше зібрання пісенних творів цього осередку Київщини.

## Галерея

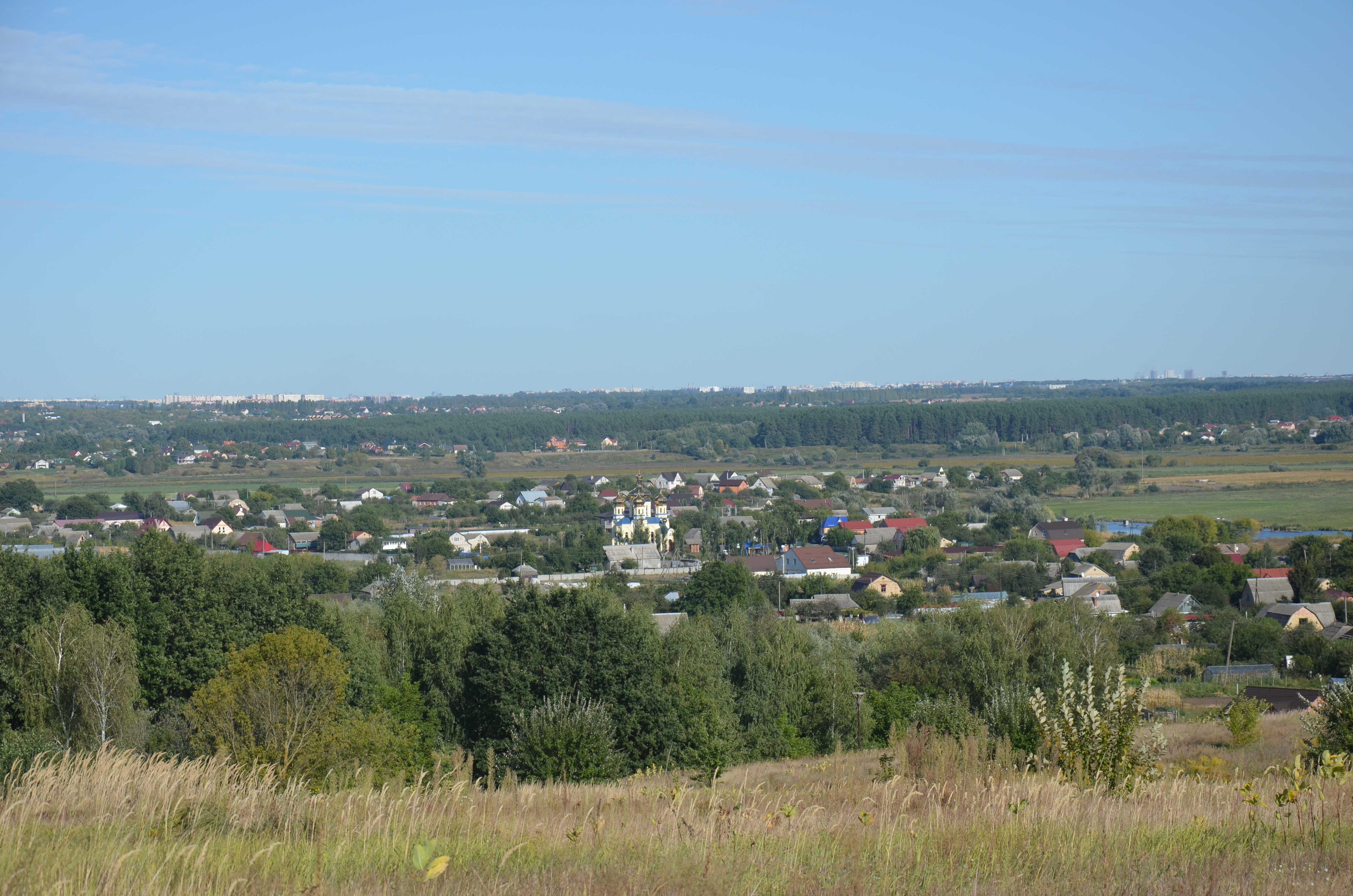
Вид на село
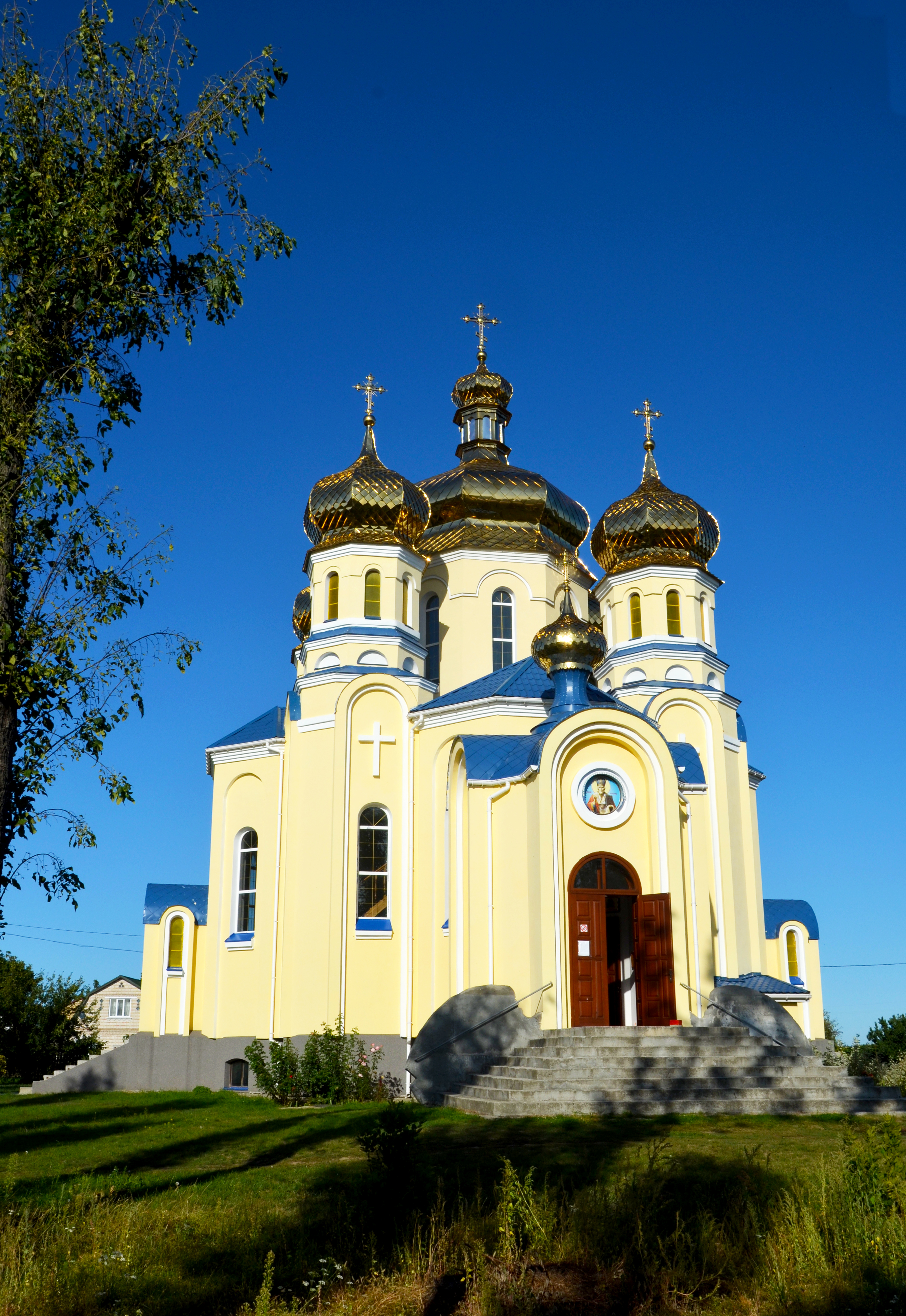
Церква Святителя Миколая
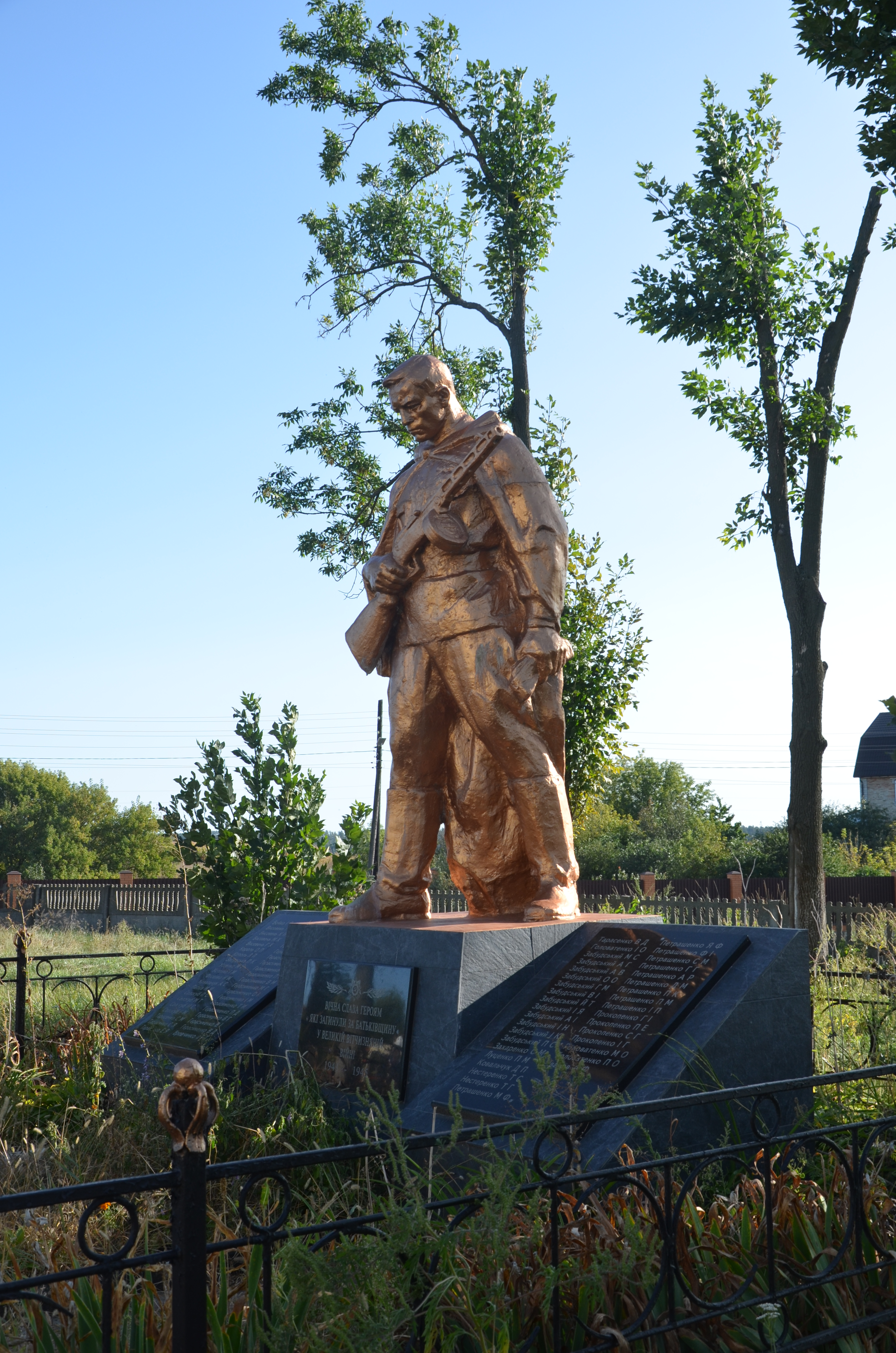
Братська могила воїнів Радянської Армії і пам'ятник воїнам-односельцям, село Лука
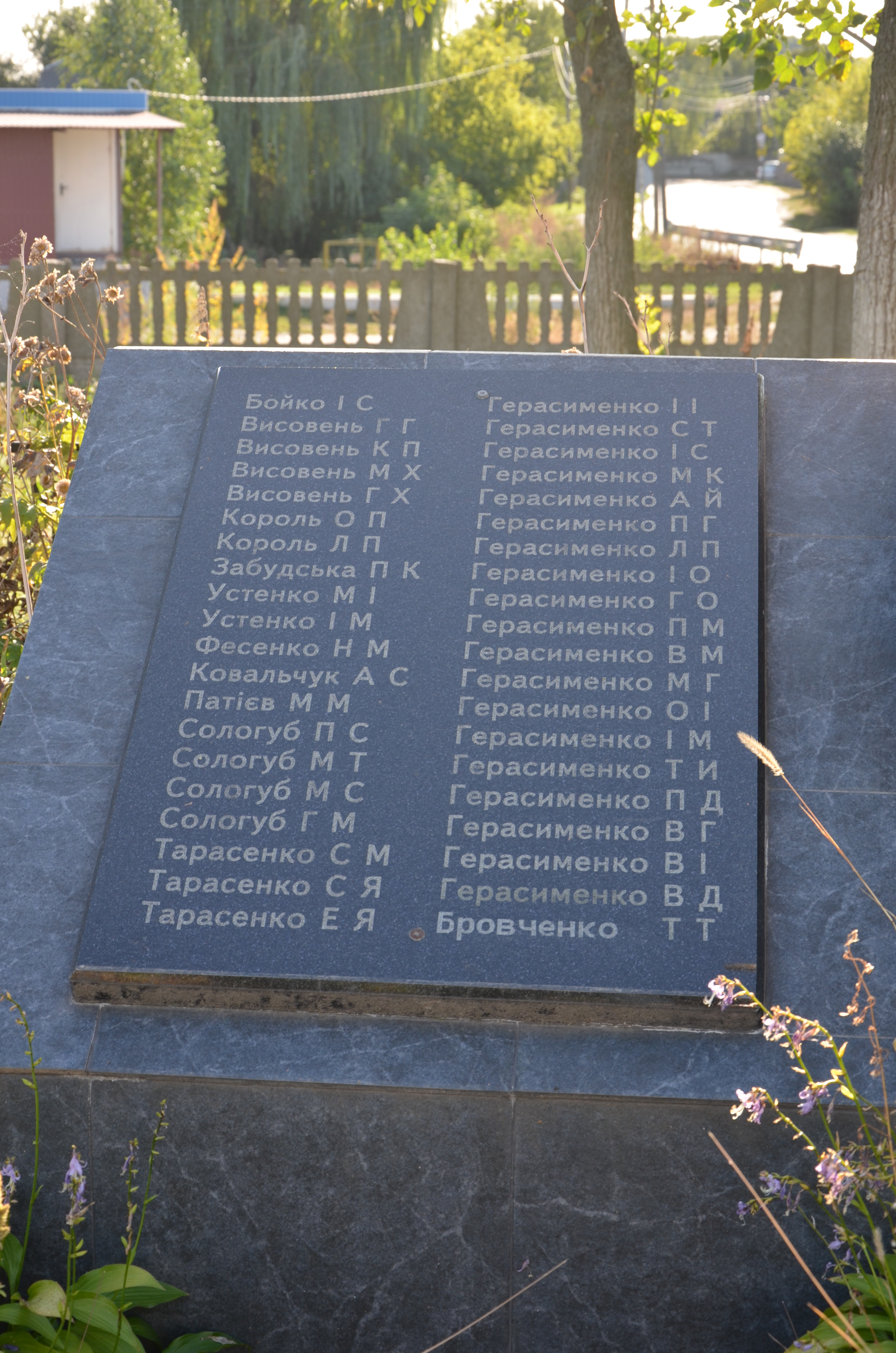
Напис на пам'ятнику
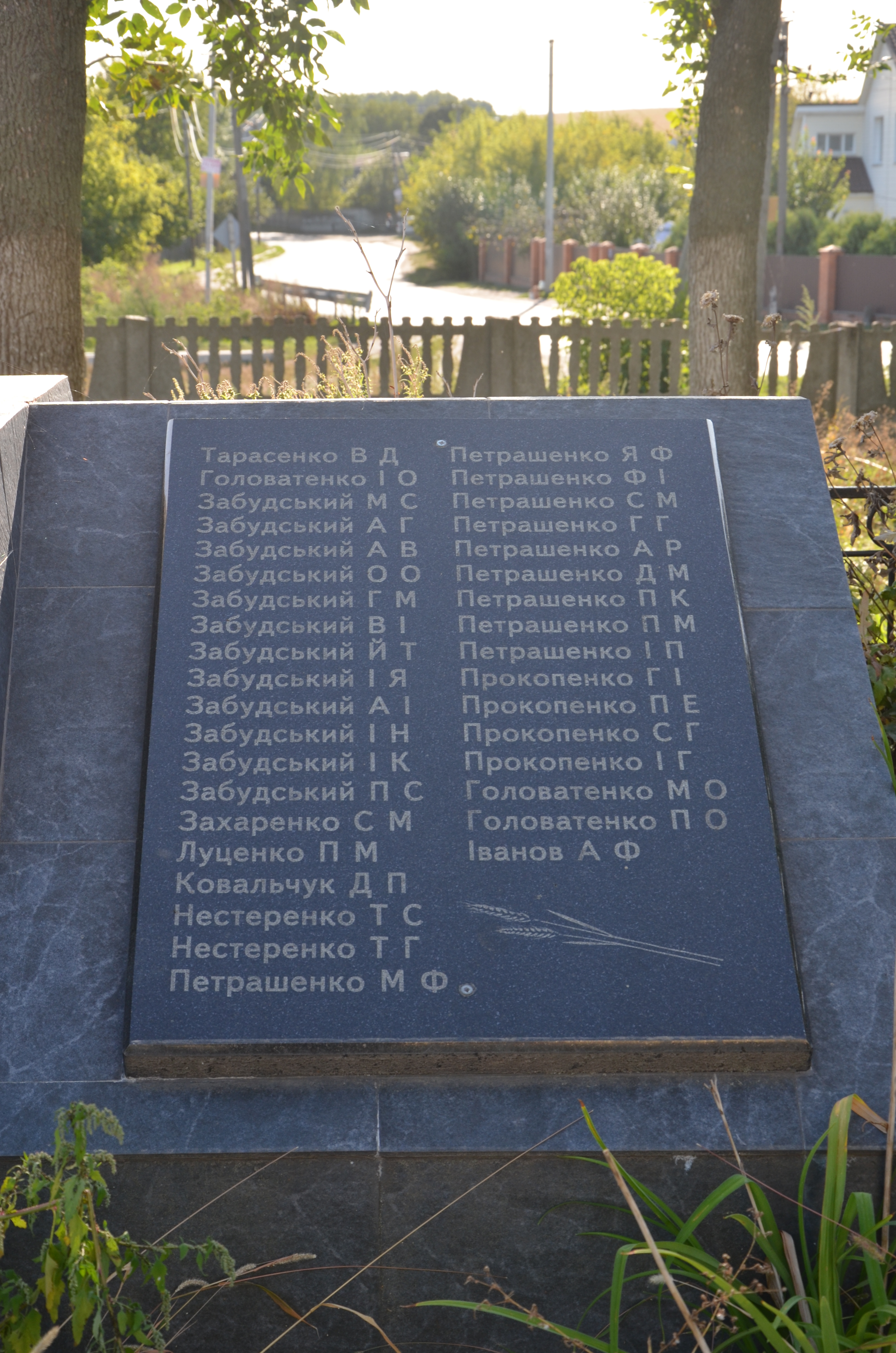
Напис на пам'ятнику